# Consultative Group on the Past
Die Consultative Group on the Past (englisch für „Beratergruppe bezüglich der Vergangenheit“) war eine von der britischen Regierung eingesetzte Untersuchungskommission, die zwischen Juni 2007 und Januar 2009 Vorschläge zur gesamtgesellschaftlichen Aussöhnung des Nordirlandkonflikts erarbeitete.

## Geschichte
Am 22. Juni 2007 gab der damalige Secretary of State for Northern Ireland der britischen Regierung, Peter Hain, die Gründung der sogenannten Consultative Group on the Past bekannt, deren Abschlussbericht praktische Lösungen zur weiteren Aussöhnung in Nordirland vorschlagen sollte. Er ernannte Denis Bradley, ehemaliger Vorsitzender des Northern Ireland Policing Board (zu dt. ungefähr: „Kommission zur Untersuchung polizeilicher Vorgehensweisen in Nordirland“), und Lord Eames, ehemaliger Erzbischof von Armagh, zu paritätischen Vorsitzenden der Kommission, die ausschließlich beratende Funktion innehaben und alle vom Nordirlandkonflikt betroffenen Gruppen gleichwertig vertreten sollte. Als internationale Sachverständige zog die achtköpfige Kommission Friedensnobelpreisträger Martti Ahtisaari und den südafrikanischen Juristen und Mitbegründer der Wahrheits- und Versöhnungskommission Brian Currin hinzu.
Der einzige relevante politische Akteur, der die Zusammenarbeit verweigerte, war die IRA. Sie gab keine Gründe hierfür an, allerdings legten Äußerungen aus ihrem Umfeld nahe, dass sie den guten Willen, die Neutralität und die Unabhängigkeit der Untersuchungskommission anzweifelte, da die britische Regierung sie aufgestellt und ihren Untersuchungsauftrag vorgegeben habe. Bradley äußerte Verständnis, empfahl ihr aber dennoch, zu kooperieren.
Die Eames-Bradley Consultative Group, wie die britischen und irischen Medien sie auch nannten, veröffentlichte am 28. Januar 2009 ihren Abschlussbericht. Zu den wichtigsten der über 30 Vorschläge zählten die Amnestierung von individuellen Mitgliedern terroristischer Organisationen mit Zustimmung betroffener Familienangehöriger ihrer Opfer, die bereit seien, vor nichtgerichtlichen Kommissionen auszusagen (im Gegensatz zu einer Generalamnestie); die Untersuchung möglicher geheimer Absprachen in Gerichtsverfahren sowie von der IRA begangene „ethnische Säuberungen“ an der Grenze zu Irland, sowie das Ende aller polizeilichen, gerichtlichen und sonstigen öffentlichen Untersuchungen mit Ausnahme derer zum Bloody Sunday und der Ermordungen von Rosemary Nelson, Robert Hamill and Billy Wright.
Vertreter diverser Opfervereinigungen nahmen Anstoß am Vorschlag der Kommission, dass die direkten Angehörigen jedes unmittelbar durch politische Gewalt Umgekommenen, also Täter und Opfer gleichermaßen, eine Zahlung von £ 12.000 erhalten sollten. Diese Zahlungen sollten der Kommission zufolge nicht als Schadensersatz im juristischen Sinne, sondern als gesellschaftliche Anerkennung des Leidens der Angehörigen fungieren. Die Consultative Group veranschlagte für diese Zahlungen an die Angehörigen der über 3.000 Toten des Nordirlandkonflikts etwa £ 40 Mio. und für die Umsetzung aller Vorschläge knapp £ 300 Mio. Unionistische und republikanische Parteien verurteilten den Vorschlag gleichermaßen, ebenso wie der damalige First Minister Peter Robinson. David Trimble lehnte die finanzielle Kompensation für einen Toten ab, vollzog die Idee der Kommission aber nach.
Hains Nachfolger als Staatssekretär, Shaun Woodward, verkündete am 25. Februar 2009, auf die Anerkennungszahlungen insgesamt zu verzichten. Dabei nannte er den Vorschlag eine „interessante Idee“, die er aber mangels politischer Konsensfähigkeit nicht umsetzen könne.